# 美麗小銀漢魚
美麗小銀漢魚，為輻鰭魚綱銀漢魚目擬銀漢魚科的其中一種，分布於北美洲墨西哥del Fuerte河流域，為熱帶魚類，棲息底中層水域，生活習性不明。